# Tihomir Pop Asanović

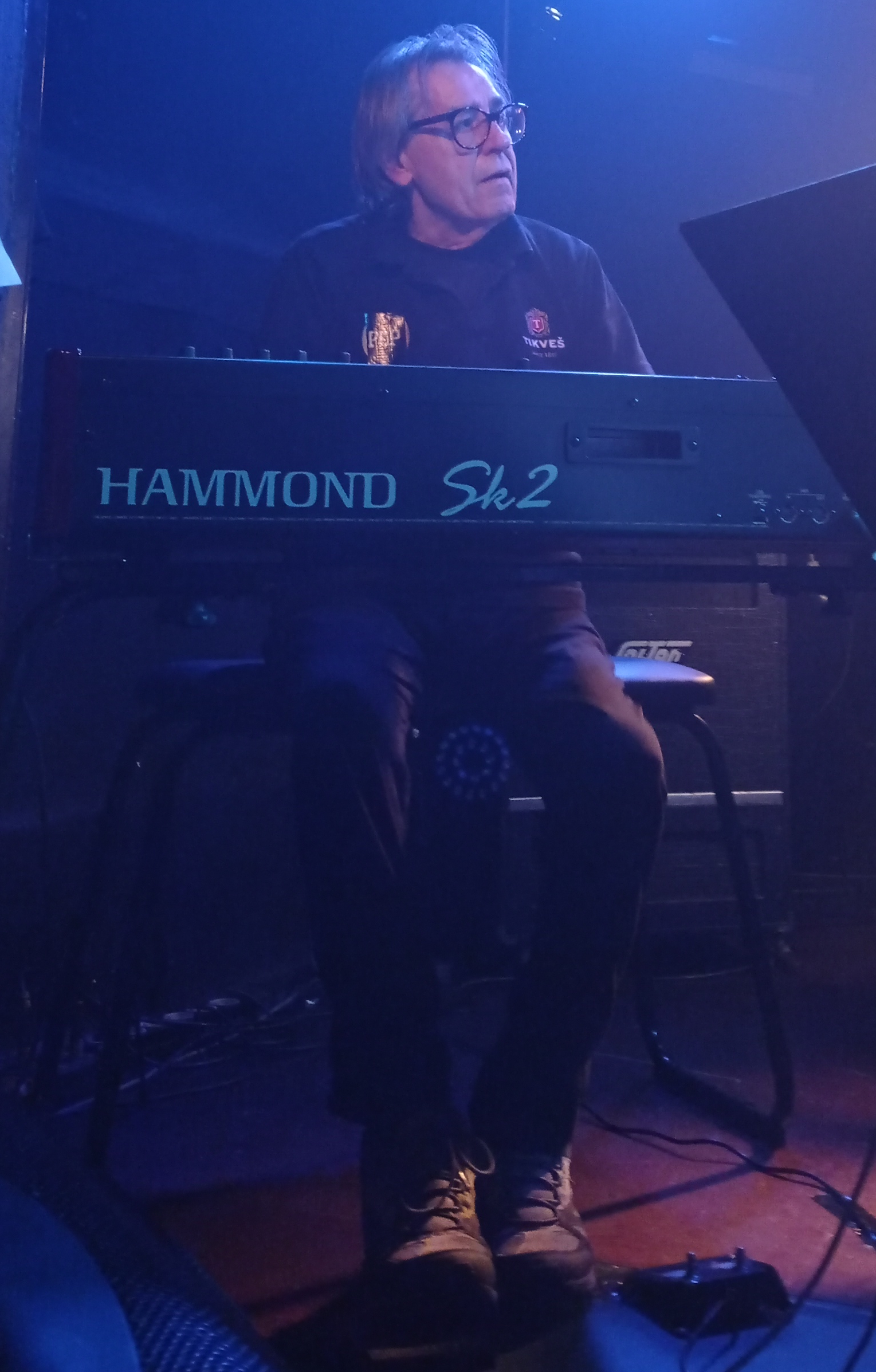
Tihomir Pop Asanović (2022)

Tihomir „Pop“ Asanović (* 16. November 1948 in Skopje) ist ein kroatischer Fusionmusiker (Keyboards, Orgel, Komposition).

## Leben und Wirken
Asanović, der das Musikgymnasium in Skopje besuchte, begann bereits mit 17 Jahren, mit dem Tanzorchester von RTV Skopje aufzutreten. Als er 18 Jahre alt war, zog er nach Deutschland, wo er ein Jahr lang mit der Beatband Montenegro Five auftrat; in amerikanischen Soldatenclubs spielte er mit ihnen auch als Vorgruppe für B. B. King und Jimmy McGriff. 1968 wurde er Mitglied in der slowenischen Rock-Band The Generals, mit der er durch die Schweiz tourte und 1971 in Jugoslawien auftrat. Im November 1971 spielte er mit einer All-Star-Band um Boško Petrović, zu der Dan Mândrilă, Michał Urbaniak, Simeon Shterev  und Aladár Pege gehörten, auf den Berliner Jazztagen (Live-Album Swinging East bei MPS), worauf er in der Zeitschrift Jazz Podium als einer der besten europäischen Jazz-Organisten notiert wurde.
Ende 1971 wurde Asanović Mitglied der Rockband Time um Dado Topić mit Vedran Božić, Mario Mavrin, Ratko Divjak und Brane Lambert Živković, die 1972 ihr gleichnamiges erstes Album veröffentlichte. Mit dem Ensemble Pop-Selekcija trat Asanović 1973 bei den Weltjugendfestspielen in Berlin mit dem Lied „Berlin“ auf, für das er einen Preis erhielt. Weiterhin trat er in Konzerten mit den Gruppen YU und Smak auf.
Asanović legte 1974 sein Debütalbum Majko Zemljo unter eigenem Namen vor, auf dem er von Jugoslavenska Sekcija Rock-Jazz Muzike begleitet wurde. 1975 gründete er gemeinsam mit Janez Bončina–Benč die Jazzrock-Band September, die Jugoslawien bei den Jugendfestivals der UdSSR, DDR und Kuba vertrat. 1978 nahm die Band auf einer USA-Tournee ihr zweites Album Domovino moja auf. Im November 1979 löste sich die Gruppe auf.
1976 erschien zudem Asanovićs Album Pop. Weiterhin spielte er regelmäßig mit Jazzmusikern und tourte in verschiedenen Gruppen wie Pro arte, mit der er auch aufnahm, durch die UdSSR. Danach zog er sich aus der Szene zurück und wandte sich dem Handel mit Musikinstrumenten zu.
Erst 2018 kehrte Asanović mit dem Album Povratak prvoj ljubavi, das bei Croatia Records veröffentlicht wurde, wieder ins Konzertleben zurück.